# 國際海關日
國際海關日或國際海關節，被定於每年的1月26日。國際海關日之目的為推廣海關合作、促進國際貿易，以及建立各海關組織間的緊密聯繫。
國際海關日在1984年1月26日由世界海關組織設立，以紀念海關合作理事會成立30週年（該會於1953年同日成立）及其首次理事會全體會議。
2007年，國際海關節將主題定為「維護版權　支持正版」。